# Eric Virgin

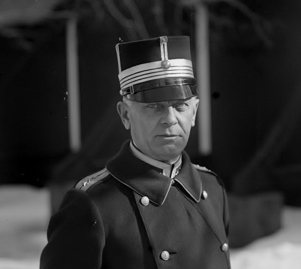
Eric Virgin

Eric Virgin (* 18. Mai 1876 in Skövde; † 12. Mai 1950 in Stockholm) war ein schwedischer Generalmajor.

## Leben
Eric Virgins Vater Ivar Virgin war bereits Oberst in den schwedischen Streitkräfte und Eric trat als Freiwilliger 1895 in die Grenadiertruppe ein. Im Jahr 1898 wurde er zum Leutnant befördert und 1902 nach Karlskrona versetzt. In den Jahren 1902 bis 1904 studierte er an der Kriegsakademie. 1914 wurde er Kurier der Regierung in England und Frankreich, im Jahr 1917 diente er in der österreichisch-ungarischen Armee in Rumänien, Kärnten und am Isonzo. Im Jahr 1918 war er als Beobachter an der deutschen Westfront. 1926 wurde er zum Oberst ernannt, 1929 war er Delegierter beim Völkerbund in Genf. Im Jahre 1931 wurde er zum Generalmajor ernannt und übernahm als zweiter Chef die Luftwaffe. Von 1934 bis 1935 war er als politischer und militärischer Berater des Kaisers von Äthiopien tätig, 1936 wurde er in die Reserve und 1947 in den Ruhestand versetzt.